# وتقابل حبيب (مسلسل)
وتقابل حبيب مسلسل مصري درامي عرض في رمضان 1446 هـ / مارس 2025، من تأليف عمرو محمود ياسين، وإخراج محمد الخبيري.

## قصة العمل
تكتشف امرأة ثرية خيانة زوجها لها والزواج عليها، فتقرر الانفصال عنه وتبحث عن علاقة حب جديدة، لكنها تتورط في صراعات مختلفة لم تكن تتوقعها، وتتغير معها حياتها تدريجيًا.

## الممثلون
- "ياسمين عبد العزيز"
- "كريم فهمي"
- "خالد سليم"
- "نيكول سابا"
- "صلاح عبد الله"
- "بسنت شوقي"
- "محمود عمرو ياسين"
- "رشوان توفيق"
- "حنان سليمان"
- "إنجي كيوان"
- "إيمان السيد"
- "بدرية طلبة"
- "حمدي هيكل"
- "منة عرفة"
- "بسنت أبو باشا"
- "بتول حداد"
- "سلمى غريب"
- "سمر عبد الوهاب"
- "ريم رأفت"
- "ندي أكرم"
- "محمد صقر"
- "سيف زهران"
- "محمد الدسوقي"
- "سمير الحكيم"
- "هاني كمال" ضيف شرف
- "أحمد عبد الله"
- "إلهام وجدي"
- "ممدوح الشناوي"
- "أنوشكا"